# Залезът на Запада
„Залезът на Запада“ (на немски: Der Untergang des Abendlandes) е най-значимото произведение на немския мислител и културен антрополог Освалд Шпенглер.
Книгата предлага едно ново, неевропоцентрично виждане за световната история. Смисловите единства се откриват не като епохи (Античност, Средновековие, Ново време), които се следват, а като целокупни култури. Своето изследване Шпенглер представя за сравнителен анализ и на базата на изведената от него закономерност прави своя извод за европейската цивилизация. Според него западната култура е преминала към фаза на неизбежен творчески упадък.
Първото издание на книгата се появява в Германия непосредствено след края на Първата световна война. Оттогава то е предмет на систематично критично неодобрение в академичните среди, но се радва на успех пред широката читателска публика. Книгата е била обсъждана и в българските интелектуални кръгове. Превод на обстойното ѝ авторско въведение е бил издаден в отделна книжка през 1931 г.

## Обстоятелства
Шпенглер започва своята книга след кризата в Агадир от 1911 г. и завършва първия ѝ вариант след три години. При избухването на Първата световна Война подлага текста на преработка, която завършва в края на 1917 г. Изпрашайки я за печат, в последното изречение от предговора ѝ пише, че се „надявал, че тя няма да изглежда недостойно наред с военните успехи на Германия“.
Излязла от печат през лятото на 1918 г. книгата има огромен търговски успех и през следващите няколко години се продава многохиляден тираж. Междувременно политическите възгледите на Шпенглер се ориентират все по надясно и това се пренамира в допълнителния втори том, който се появява в 1922 г. заедно с основна преработка на предишния.

## Методология
Смятайки, че е намерил позиция която му позволява да вижда действителността извън европоцентристките ограничения, Шпенглер счита и че не е обвързан с приетите стандарти на аргументиране и обосноваване. Културологичният материал, с който той борави, бива представян и реконтекстуализиран единствено с оглед на собствените му разглеждания; предсказуемите критики той отклонява още във встъплението като обявява: „Колкото по-велик е човекът, толкова по-истинна е философията – в смисъл на вътрешна правдивост на голямата художествена творба, която е независима от доказуемостта и дори от непротиворечивостта на отделните положения“.
За свои вдъхновители Шпенглер многократно сочи Гьоте и Ницше, като отношението му към първия е безрезервно и само леко критично към втория (т.1. с.458 и сл.). От Гьоте е почерпана идеята за „Морфология“ - метод на описателно сравняване, независимо от съображенията за каузалност. Основно Шпенглер си служи с аналогиите, които в неговите текстове се смесват с разнообразни реторически похвати - внушения чрез метафори и асоциации.
Книгата започва с глава посветена на Математическите знания. За да прокара своята плуралистична теза, Шпенглер оспорва тяхното единство: "Няма Математика, има само математики(с.124)", а с това поставя под въпрос и общовалидността на резултати. Същата теза издига и в края на първата книга срещу другата претендираща за общовалидност форма – философията.
[...]

## Основни положения
| „ | Културите са организми. Световната история е общата им биография. (т.1, с.174) | “ |

Шпенглер счита, че висшите култури са осем: три извън средиземноморския ареал: Индийска, Китайска и Мексиканска; и пет в него: Египетска, Вавилонска, Антична, Арабска и Европейска; последните три той характеризира специално като аполонична, магическа и фаустовска. За всяка култура може да се посочи нейния „прасимвол“, който задава едно фундаментално отношение към пространството: правия път за Египетската култура, криволичещата градинска пътека за Китайската, пещерата за магическата, обемното тяло за аполоничната и безкрайността за фаустовската.
За всички култури той установява, че в период от около 1000 години те еднообразно възникват, растат, разцъфтяват и залиняват. В последната си фаза всяка култура се превръща в цивилизация. Шпенглер особено акцентира на възприета в немския език словоупотреба, при която 'култура' е положително маркиран термин; цивилизацията се оказва нейна упадъчна и презряна форма.
В книгата реално е разгърнато сравнение на античната и западноевропейската култура, докато сведенията за останалите се ползват за илюстриране на отделни моменти. Натрапчивият мотив е, че европейската култура, започнала в 10 век, е преминала своя апогей след около осем столетия и сега изживява своя край.
[...]
„Залезът на запада“ заедно с „Прусачество и социализъм“ и „Човекът и техниката“ формират своеобразна трилогия.